# Santiago, Baja California Sur
Santiago är en ort i Mexiko.   Den ligger i kommunen Los Cabos och delstaten Baja California Sur, i den västra delen av landet, 1 200 km väster om huvudstaden Mexico City. Santiago ligger 115 meter över havet och antalet invånare är 752.
Terrängen runt Santiago är platt åt sydost, men åt nordväst är den kuperad. Runt Santiago är det glesbefolkat, med 20 invånare per kvadratkilometer. Santiago är det största samhället i trakten. Omgivningarna runt Santiago är i huvudsak ett öppet busklandskap.